# Swoosh

Swoosh

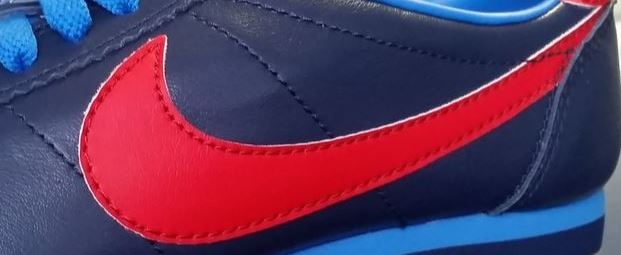
Nike Firmenlogo Swoosh

Der Swoosh (von englisch swoosh = [das] „Rauschen“) ist das Symbol des Schuh- und Sportartikelherstellers Nike. Er gehört zu den bekanntesten Markenzeichen der Welt und steht somit in einer Reihe mit der Walt-Disney-Signatur und dem Coca-Cola-Schriftzug. Einige Zeit war es das meist getragene Tattoomotiv in den USA.

## Geschichte

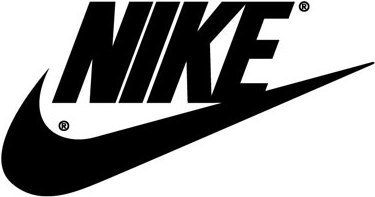
Altes Nike-Logo noch mit Swoosh und „Nike“-Schriftzug

Der Swoosh wurde 1971 von der Grafikdesign-Studentin Carolyn Davidson entworfen und – etwas später als der aktuelle Markenname „Nike“ – als Logo eingeführt. Anfangs noch mit dem Schriftzug „Nike“ versehen, steht der Swoosh mittlerweile allein als Firmenlogo. Nike zahlte damals nur 35 US-Dollar für das inzwischen weltberühmte Logo, legte nach dem Marktdurchbruch aber 1983 mit einem Aktienpaket von 500 Stück nach.
In der Grafik-/Designbranche ist der Swoosh darüber hinaus in den fachspezifischen Sprachgebrauch eingegangen: Es werden damit ganz allgemein geometrische Formen wie Kreise oder geschwungene Linien bezeichnet, welche zum Beispiel im Hintergrund einer Bildkomposition den Eindruck von Bewegung oder Geschwindigkeit hervorrufen sollen.